# A. J. Wood
CAnthony "A. J." Wood (17 de agosto de 1973) é um ex-futebolista profissional estadunidense que atuava como atacante.

## Carreira
A. J. Wood representou a Seleção Estadunidense de Futebol nas Olimpíadas de 1996, quando atuou em casa.